# Europese weg 847
De Europese Weg 847 of E847 is een weg die uitsluitend door Italië loopt.
Deze verbindingsweg van 150 km tussen de E45 en de E90, loopt vanaf de aansluiting van met de E45 nabij Sicignano degli Alburni, via Potenza naar de aalsluiting met de E90 bij Metaponto (gemeente Bernalda).

## Nationale wegnummers
De E847 gaat met de volgende nationale wegnummers.
| Nummer | Tracé                             |
| Italië | Italië                            |
| ------ | --------------------------------- |
|        | Sicignano degli Alburni - Potenza |
|        | Variante di Potenza               |
|        | Potenza - Metaponto               |